# Пасьянс

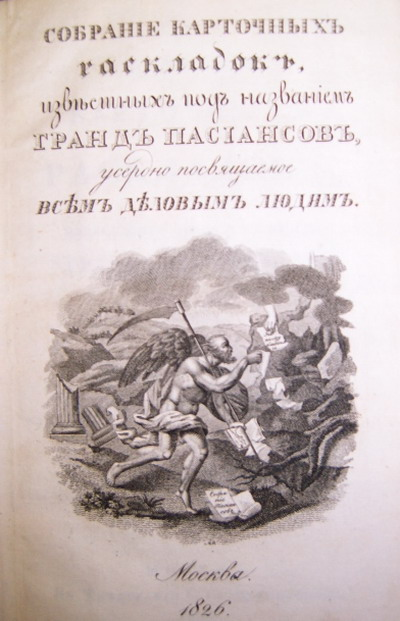
Первая русская книга с описанием пасьянсов

Пасья́нс (фр. patience — терпение) — карточная игра для одного человека, реже — двух. 
Играющий раскладывает карты, придерживаясь определённых правил и, чаще всего, преследуя некоторую цель. В зависимости от правил цель может быть достижима в той или иной степени благодаря интеллектуальным усилиям играющего (играющих) и благодаря случайности (зависящей от расклада). Последнее позволяет использовать пасьянсы для гадания.

## Происхождение
Как и в случае с многими другими карточными играми, французское название не означает, что игра происходит из Франции. A. S. C. Ross и F. G. Healey предполагают, что игра имеет скандинавское или германское происхождение. Наиболее вероятным, по их мнению, является шведское происхождение пасьянса. Первые упоминания пасьянса относятся к концу XVIII века. В немецкой антологии игр Das neue Königliche L’Hombre-Spiel, вышедшей в 1783 году, пасьянс упоминается под двумя названиями: «Patience» и «Cabale». Английский историк, исследователь настольных игр Дэвид Парлетт (David Parlett) считает, что в начале пасьянс был игрой для двух игроков, каждый из которых играл своей отдельной колодой.
Сегодня количество пасьянсов исчисляется сотнями. Существуют очень простые, которые раскладываются в течение двух минут и, как правило, всегда сходятся. Но есть и такие, которые можно решать часами, но так и не добиться верного решения. Пасьянсы также разнятся и по самой сути. В одних, например, всё зависит от удачного расположения карт, в других же всё решает терпение, усидчивость и комбинаторные способности игрока.
Первая известная русская книга с описанием пасьянсов вышла в Москве в 1826 году и называлась «Собрание карточных раскладок, известных под названием Гранд-пасиансов, усердно посвящаемое всем деловым людям».

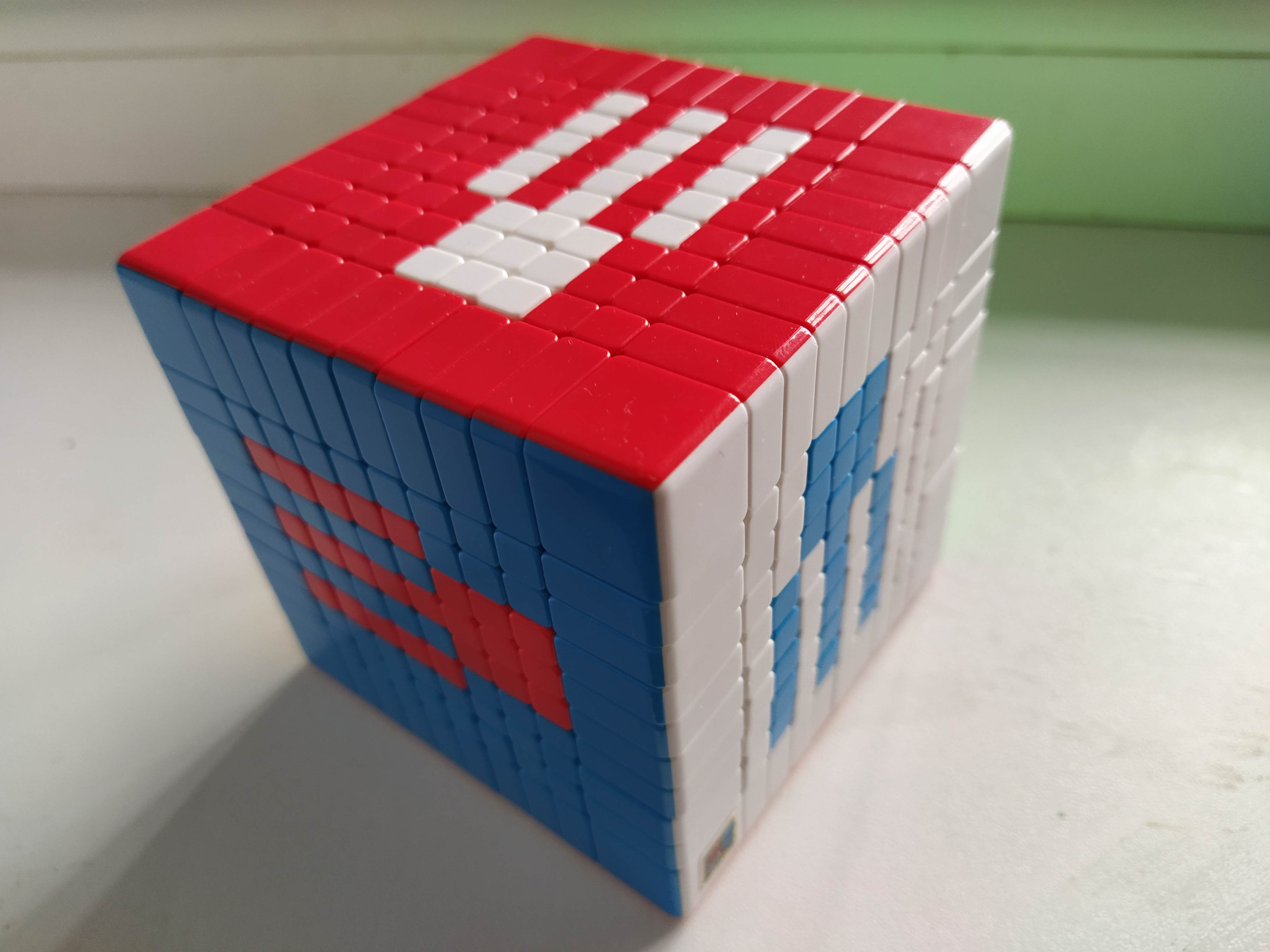
Пасьянс «Полёт „Спутника-1”» на варианте кубика Рубика размером 10×10×10

Пасьянсами также называются узоры, собираемые на кубике Рубика. Некоторые такие пасьянсы и алгоритмы их сборки были опубликованы ещё в 1983 году в журнале «Наука и жизнь».